# Каролина (Монако)
Каролина, родена като Каролина Луиза Маргарита Грималди (на английски: Caroline Louise Marguerite Grimaldi), е принцеса на Хановер.

## Живот
Дъщеря е на Рение III (1923 – 2005), принц на Монако, и Грейс Кели (1929 – 1982), принцеса на Монако и бивша холивудска актриса. Нейният брат Албер II е настоящият принц на Монако, който се възкачва на трона през 2005 г., след смъртта на баща им. Има и по-малка сестра – Стефани.
Каролина има 3 брака и 4 деца, вторият ѝ съпруг умира при злополука с катамаран едва 30-годишен.
Говори свободно френски, английски, испански, немски и италиански език.